# Historia de la Ciencia Política en el Perú
La historia de la Ciencia Política en el Perú se puede remontar a fines del siglo XX en el gobierno de Manuel Pardo y Lavalle, fue acá cuando esta disciplina dio sus primeros pasos institucionales. Actualmente cerca de once universidades, entre privadas y públicas, brindan esta carrera de pregrado en carácter autónomo siendo la PUCP y la Universidad Federico Villareal como las pioneras de esta ciencia social en el Perú.

## Historia
En Latinoamérica, la ciencia política se desarrolla conforme a la instauración del régimen democrático. Fue en el contexto histórico con la culminación de la Segunda Guerra Mundial. Consecutivamente en los años 50 se comienza a contar con espacios institucionalizados en los países de México, Brasil, Argentina y Uruguay principalmente, fue recién en los años 80 donde se llega a los demás países como el Perú, el cual podemos contar con los antecedentes desde la colonia.

### Antecedentes

#### Inicios de la República
Se puede decir que el antecedente más remoto es cuando la Ciencia Política en el Perú inició bajo la utopía criolla de la libertad y las ideas liberales que iban llegando al país a fines del siglo XVIII e inicios del siglo XIX. Cuando se habla de la utopía criolla de la libertad, se puede mencionar a los protagonistas de los primeros ideales como Juan Pablo Vizcardo y Guzmán, el cual sus obras y cartas hicieron una esforzada descripción política de lo que es la América española. Además, los libros Plan del Perú (1823) de Manuel Lorenzo de Vidaurre y Federación hispanoamericana (1824) de Bernardo de Monteagudo son los primeros esbozos de la política en el Perú. Estos teóricos de la independencia ya manejaban los conceptos de sistema político, asamblea, ideas políticas y principios jurídicos.
Sin embargo, la República post independencia sufrió graves crisis por factores como la falta de unidad nacional, el desconocimiento gubernamental, el caudillismo militar y la carencia de una teoría política. Es así que ocurre un estancamiento para el desarrollo de la política en el Perú, pero es hasta 1871 que ocurre la fundación del partido civil, el primer partido político peruano creado por civiles, que la política peruana vuelve a resurgir y su alcance se amplia cuando en 1872 es elegido presidente Manuel Pardo y Lavalle. Es este cambio político que influyó en el debate y concepción de las ideas políticas de aquel entonces.

#### Manuel Pardo Lavalle
En el gobierno de Manuel Pardo Lavalle (1872-1876), ocurre lo que es el más antiguo antecedente directo de la Ciencia Política institucionalizada en el Perú. Su gobierno contrató al jurista francés Paul Pradier-Fóderé para luego fundar la Facultad de Ciencia Política y Administración en 1875. Esta escuela tuvo una efímera existencia debido al inicio de la guerra del pacífico, la cual descalabró la institucionalidad de la república y quebró el propio desarrollo político del país. Después de la guerra, se empezó a enseñar la rama de Derecho Político en la facultad de Jurisprudencia, es decir, una Ciencia Política con un enfoque jurídico.

#### El Nuevo Siglo
A finales del siglo XIX, la Universidad Nacional Mayor de San Marcos forja dos generaciones que sentarán las bases del pensamiento del Perú moderno, la generación del novecientos y la generación del centenario. Esta generación empieza a evaluar y escribir ensayos sobre el quehacer político y se divide en cuatro grandes grupos: anarquistas, indigenistas, socialistas/comunistas y apristas. Es así que tenemos a Raúl Ferrero Rebagliati, quien es el primero que planteó la autonomía de la Ciencia Política del derecho constitucional y la equipara con la sociología política peruana. Ferrero Rebagliati definió a la Ciencia Política de la siguiente manera:   
Es la ciencia del poder. Es una ciencia crítica que ha venido a destruir la ingenuidad del derecho constitucional, que encubría en parte los hechos al atribuir a las formas una realidad separada de la vida que las inspira. Equivale a la sociología política, o sea que es una ciencia pragmática y realista, empírica. Sus especialistas se denominan politólogos y en los países anglosajones “científicos políticos”. La nueva disciplina se ha desprendido de la Sociología, con dimensión propia, a partir de la Segunda Guerra Mundial. Analiza la naturaleza y el ejercicio de la autoridad (Ferrero, 1989, p. 22). 
Fuera del ambiente universitario, se crearían centros de investigación política, como el Instituto de Estudios Peruanos (IEP), el Centro de Altos Estudios Militares (CAEM), el Centro de Estudios y Promoción del Desarrollo (DESCO), el Centro de Estudios para el Desarrollo y la Participación (CEDEP) y el Centro de Investigación de la Universidad del Pacífico (CIUP). Además, es importante recordar que en la Escuela de Oficiales de la Fuerza Aérea del Perú (EOFAP) se impartieron clases de Ciencia Política entre 1975 y 1976.

#### 60s', 70s' y 80s'
En un contexto de la crisis del Estado Oligárquico, hubo una fuerte influencia de los cambios de regímenes en el Perú para la creación de la escuela de Ciencia Política en la Pontificia Universidad Católica del Perú (PUCP) en 1964 con un enfoque más que todo administrativo. El contexto peruano era desastroso y alimentaba los deseos de tener una formación de profesionales que puedan estudiar con rigor académico la coyuntura social. La escuela de Ciencia Política en la PUCP duró hasta 1971 debido a la falta de identidad de la carrera y la falta de mercado laboral. La salida de trabajo para un politólogo en 1971 era muy escaso, casi nula, es por eso que las primeras promociones de politólogos de la PUCP salían con el título de sociólogo para tener presencia en el mercado laboral peruano.
Corrían los años 80 y Francisco Miró-Quesada junto a otros académicos reunieron especialistas y lograron fundar la escuela superior de Ciencia Política “Voltaire” tratando así de profesionalizar la Ciencia Política. Esta escuela tuvo una existencia corta, pero implantó un antecedente cercano para sentar las bases de la escuela de Ciencia Política en la Universidad Nacional Federico Villarreal a finales de la década de los ochenta.

### Primeros años y su incorporación en la Universidad Nacional Federico Villareal
En 1985 entra en debate y análisis por primera vez si se debería incorporar dicha disciplina en la Universidad Nacional Federico Villareal, debido a que se tenía en consideración que esta solo fuera un curso de posgrado llamado "Introducción a la Ciencia Política" y se dictaría al culminar la carrera de Derecho. Fue hasta 1988 donde se marca el inicio de su institucionalidad de la carrera fundada así la escuela académica profesional de Ciencia Política en dicha casa de estudios. Sin embargo, se presentaron diversas adversidades en el transcurso de los primeros años de la escuela como por ejemplo el profesorado no especializado (ninguno contaba estudios en politología), problemas de infraestructura, precariedad y desconocimiento. Asimismo, la malla curricular tenía cursos ideologizados donde hacían apología al APRA (partido que gobernaba en ese momento al Perú), fue recién en 1992 cuanto este curso es cambiado por “la historia de los partidos políticos” y se desliga de dicho ideario.
Al inicio la carrera enfrentaba constantes amenazas de un posible cierre definitivo debido a que tanto autoridades como algunos profesores parte del cuerpo de la Facultad de Derecho, presentaban desinterés y oposición respectivamente. Sin embargo tanto docentes como el alumnado, de dicha carrera, entre discusiones y debates resaltan la importancia de esta, su orientación y proyección a futuro y qué medidas implementar para promoverla en la política nacional, es así como la carrera de Ciencia Política en la Universidad Federico Villareal sobrevivió en el tiempo.

Llegó el año 1994 y empezaron a salir los primeros egresados de esta nueva carreara. Lastimosamente, la vida de los primeros politólogos de la Villareal al salir de la universidad fue desastrosa, eran politólogos invisibles, fueron vulnerables ante cómo se percibió por la sociedad de ese entonces a la ciencia política. Los politólogos no encontraban oportunidad en el sector público, ya que los propios funcionarios desconocían esta carrera por ende su servicio no era contratado ni visto como algo importante debido a esta falta de familiarización con la profesión y su aplicación práctica. Además, las instituciones como los medios de comunicación no consideraban a los politólogos para sus puestos de trabajo, al igual que instituciones políticas como las ONGs o las asociaciones civiles. 
Las instituciones públicas no ofrecían plazas para ‘politólogos’, los funcionarios mismos ni siquiera sabían de la existencia de tal palabra y mucho menos de esa profesión. 
Tanto instituciones gubernamentales y no gubernamentales, eran ajenos a esta carrera de tal manera que cuando un politólogo participaba en debates, charlas y conferencias tenía que explicar reiteradas veces de que trataba los estudios politológicos. Esto dificultaba la incorporación del politólogo peruano al mercado laboral y generó que los egresados decidan cambiar de profesión u ocuparse en otras actividades ajenas a lo que habían estudiado.

### El gobierno de Fujimori y la Ciencia Política
Esta carrera toma relevancia debido al contexto social que la rodeaba: marchas y movilizaciones sociales en contra del gobierno de Alberto Fujimori entre 1997-2000. Quienes lideraban eran estudiantes de dicha carrera, por ello llegan a ocupar espacios públicos que les da visibilidad en el país, y en consecuencia se hace relevante esta carrera de la Ciencia Política. Se despertó el interés de los estudiantes y ciudadanos de pie por estudiar la política de manera sistemática y científica. Fue en este contexto nacional clave para su desarrollo significativo. La percepción social comenzó a valorizar esta disciplina como clave fundamental para el desarrollo de la sociedad, el gobierno autoritario de Alberto Fujimori hizo que las personas desinteresadas de la política como la generación X volvieran ahora junto con la generación P-D (personas interesadas en la política o en lo público) para preservar el sistema democrático, que se veía amenazado, esto se evidencia, en parte, que se comenzó abrir espacios de debate y tertulia para hablar sobre la situación política del país en las universidades, asimismo ONG financiaban eventos para tratar temas como “ciudadanía y democracia”.
En 1997 la PUCP vuelve abrir la maestría de ciencia política en un contexto de fuerte oposición al gobierno autoritario, por ello profesores de la universidad de la PUCP querían incentivar a propiciar una perspectiva crítica y académica para la política frente a las amenazas que sufría la democracia en esa época. Dentro de estas consecuencias autoritarias se puede evidenciar el debilitamiento de los partidos políticos por el discurso anti establishment de Fujimori, cuestión poco favorable para el desarrollo correcto de la política.
No solo en las casas de estudios se comenzó con vigor a promover la política y la discusión de esta, sino que también en los hogares, reuniones familiares y sociales era traído a la mesa, donde se dividían entre los que apoyaban al presidente Fujimori y quienes no, esto trajo consigo el hecho de que la política comenzó a tornarse relevante y formaba parte del día a día de los ciudadanos de esa época. Lo mencionado anteriormente desde las conferencias de las ONG promoviendo los valores democráticos, los profesores impulsando la institucionalización de esta disciplina y el activismo por parte de los ciudadanos mediante las marchas también genero esta perspectiva de quienes estuvieran en cargos públicos deberían prepararse previamente para ello en la ciencia política.

### El posicionamiento de la Ciencia Política
La Ciencia Política empieza a desarrollarse mejor en los gobiernos democráticos, es en el contexto del gobierno transitorio de Valentín Paniagua (2000-2001) en donde la Ciencia Política empieza a tener relevancia profesional en la sociedad peruana.
(...) Si antaño las librerías solían dedicar apenas un estante, o parte de éste, a los libros relacionados con la ciencia política, después, al calor de la irrupción de esta área del conocimiento, se preocuparon hasta por poner un cartel que identificara la sección. Atrás quedaron los años cuando los interesados en la temática tenían que buscar los libros confundidos, arrimados y casi ocultos en las secciones de sociología, derecho e historia, principalmente. 
El aumento de postulaciones a becas para llevar posgrados de dicha carrera en universidades extranjeras se hizo notar, la prensa escrita y televisada empezaba a estrenar al politólogo como aquel que analizaba las coyunturas políticas en el país. Además, empezó a abrirse el mercado laboral junto a otras carreras relacionadas. En el 2001 ocurrieron tres hitos importantes, como primero estaba la creación de la escuela académica profesional de Ciencia Política en la Facultad de Derecho de la Universidad Nacional Mayor de San Marcos a manos del doctor Francisco Miró-Quesada, esta escuela buscaba a profesionales que puedan analizar y comprender la dinámica del sistema e intentar generar las soluciones correspondientes a los problemas sociopolíticos del país. Además, se tiene a la aparición del Instituto de Gobierno de la Universidad San Martín de Porres en programas de posgrado y en agosto de ese mismo año se crea la primera maestría de la escuela de Ciencia Política en la Universidad Ricardo Palma. En el año 2004 ocurren también dos hitos importantes, la creación de la escuela de Ciencia Política y gobierno en la facultad de sociales de la Pontificia Universidad Católica del Perú y la primera clase de doctorado de Ciencia Política y Relaciones Internacionales en la Universidad Ricardo Palma, la primera en el país. Es aquí en donde surge el Boom Politológico.
En el 2004 se funda la primera revista de Ciencia Política en la Universidad Nacional Mayor de San Marcos, está revista llamada CRATOS buscaba analizar la coyuntura política del país. En el 2007 la Universidad Antonio Ruiz de Montoya decide incluir a la escuela de Ciencia Política en la Facultad de Sociales. Al sur del país, en el 2011, la Universidad Nacional Micaela Bastidas de la región de Apurímac inaugura la escuela de Ciencia Política, al igual que la Universidad Nacional de Trujillo por el norte en el 2012 con el nombre de Escuela Académica Profesional de Ciencia Política y Gobernabilidad. Luego es en el 2013 en que la escuela de Ciencia Política se abre paso en la Universidad Nacional Pedro Ruiz Gallo de la provincia de Lambayeque. Las dos últimas universidades en implementar la escuela de Ciencia Política en su lista de carreras son la Universidad Peruana de Ciencias Aplicadas en el 2020 con el nombre de Ciencias Políticas, al igual que en la Universidad Científica del Sur, recientemente creada en el año 2024.

### La Ciencia Política en la actualidad
Sí se habla de la Ciencia Política como disciplina en Perú enfocándose en su institucionalización se pueden definir tres variables clave para este proceso: enseñanza y aprendizaje, investigación y formación de comunidad académica. Utilizando la definición clásica de Samuel Huntington sobre institucionalización, se evalúa cómo la Ciencia Política ha adquirido valor y estabilidad en el país.

#### Enseñanza y aprendizaje
La Ciencia Política en Perú ha experimentado un proceso de institucionalización a través de la creación de programas académicos en diversas universidades. En la última décadas, se han establecido varias Escuelas Académicas Profesionales (EAP) de Ciencia Política en universidades de la capital (privadas en mayor proporción).

##### Programa académico
La oferta académica ha crecido, incluyendo programas de pregrado y posgrado que cubren una amplia gama de temas dentro de la Ciencia Política, como teoría política, instituciones políticas, partidos y grupos, y relaciones internacionales.

##### Malla Curricular
Las mallas curriculares están diseñadas para proporcionar una formación integral a los estudiantes, abordando tanto aspectos teóricos como prácticos. Los cursos incluyen materias fundamentales que dirigen el perfil del politólogo peruano hacia tres dimensiones principales: Instituciones Políticas y Gobernabilidad, Gestión y Políticas Públicas, y Relaciones Internacionales y Análisis Político.

#### Investigación
La producción científica en Ciencia Política es limitada, con escasas publicaciones institucionales y bibliotecas especializadas. Existen algunos talleres y revistas académicas, pero la investigación todavía es precaria debido a la falta de financiamiento, recursos adecuados, educación e interés por parte de la mayoría de la comunidad politológica.

##### Producción Científica
Las publicaciones académicas a menudo son realizadas a título personal por intelectuales o pequeños grupos de investigación, en lugar de ser esfuerzos institucionales.

##### Bibliotecas Especializadas
Las bibliotecas especializadas en Ciencia Política son escasas. Incluso en las mejores universidades de Lima, la disponibilidad de recursos bibliográficos especializados es limitada, lo que dificulta la investigación profunda y el desarrollo del conocimiento en la disciplina.

##### Espacios de Investigación
A pesar de los desafíos, algunas universidades han creado talleres y grupos de estudio que fomentan la investigación. Por ejemplo, la UNMSM tiene varios talleres de investigación que abordan diferentes aspectos de la Ciencia Política. Además, existen algunas revistas académicas, como la Revista Andina de Estudios Políticos (RAEP) y Politai de la PUCP, que proporcionan plataformas para la difusión de la investigación en la disciplina.

#### Formación de Comunidad Académica
La creación de asociaciones y grupos académicos es vital para la consolidación de la disciplina. Aunque existen algunos grupos y redes de colaboración entre universidades, la formación de una asociación nacional de politólogos aún es un desafío pendiente.

##### Asociaciones y Grupos Académicos
Se han formado varios grupos académicos y asociaciones dentro de las universidades. Estos grupos organizan eventos académicos, promueven el debate de ideas y mantienen a sus miembros informados sobre el desarrollo de la Ciencia Política a nivel mundial.

##### Redes de Colaboración
En 2013 se formó la Red Universitaria Nacional de Escuelas de Ciencia Política (RUNAECIP), que reúne a las cinco escuelas de Ciencia Política de universidades públicas en Perú. Esta red busca coordinar esfuerzos para mejorar la planificación de estudios y fomentar la cooperación interinstitucional en investigación y docencia. En 2016 se creó el Macrocoloquio de estudiantes de Ciencia Política, un evento anual organizado por estudiantes de distintas universidades del país y tiene como objetivo fomentar la investigación y la calidad académica dando espacio a los estudiantes y profesores a presentar sus investigaciones . En esta misma línea, en el 2017 se creó el Congreso Internacional y Regional de Ciencia Política (COIRECIP) en la Universidad Nacional Mayor de San Marcos, el cual tiene como objetivo reunir a politólogos y científicos de las ciencias sociales del Perú, América Latina y el mundo para mostrar investigaciones que pueden cubrir los retos que el mundo globalizado cada vez exige.

##### Desafíos
Aunque se han dado pasos importantes, la falta de una asociación nacional consolidada de politólogos sigue siendo un desafío. En otros países de América Latina, como Brasil, Argentina y Chile, existen asociaciones nacionales bien establecidas que promueven el desarrollo de la disciplina.

## Universidades
En el Perú, cerca de once universidades tienen en su haber la carrera profesional de Ciencia Política. seis de ellas son universidades públicas y cinco, privadas. 64 % de estas universidades (7) se encuentran en la capital, mientras que el 36 % (4) en las provincias alrededor del Perú.

### Universidades públicas
Lista de universidades públicas en que encontramos la carrera de Ciencia Política
| Universidad                                                | Nombre de la Escuela                                     | Facultad                                  | Año de creación de la escuela |
| ---------------------------------------------------------- | -------------------------------------------------------- | ----------------------------------------- | ----------------------------- |
| Universidad Nacional Mayor de San Marcos (UNMSM)           | Escuela Académico Profesional de Ciencia Política        | Facultad de Derecho y Ciencia Política    | 2001                          |
| Universidad Nacional de Trujillo (UNT)                     | Escuela Profesional de Ciencia Política y Gobernabilidad | Facultad de Derecho y Ciencias Políticas  | 2012                          |
| Universidad Nacional Micaela Bastidas de Apurímac (UNAMBA) | Escuela Profesional de Ciencia Política y Gobernabilidad | Facultad de Educación y Ciencias Sociales | 2011                          |
| Universidad Nacional Federico Villarreal (UNFV)            | Escuela Profesional de Ciencia Política                  | Facultad de Derecho y Ciencia Política    | 1988                          |
| Universidad Nacional de Piura (UNP)                        | Escuela Profesional de Ciencia Política y Gobernabilidad | Facultad de Derecho y Ciencias Políticas  | 2024                          |
| Universidad Nacional Pedro Ruiz Gallo (UNPRG)              | Escuela Profesional de Ciencia Política                  | Facultad de Derecho y Ciencia Política    | 2013                          |

### Universidades privadas
Lista de universidades privadas en que encontramos la carrera de Ciencia Política
| Universidad                                     | Nombre de la Escuela                    | Facultad                        | Año de creación de la escuela |
| ----------------------------------------------- | --------------------------------------- | ------------------------------- | ----------------------------- |
| Pontificia Universidad Católica del Perú (PUCP) | Escuela de Ciencia Política y Gobierno  | Facultad de Ciencias Sociales   | 2005                          |
| Universidad del Pacífico (UP)                   | Política, Filosofía y Economía          | Facultad de Economía y Finanzas | 2023                          |
| Universidad Peruana de Ciencias Aplicadas (UPC) | Ciencias Políticas                      | Facultad de economía            | 2020                          |
| Universidad Antonio Ruiz de Montoya (UARM)      | Escuela Profesional de Ciencia Política | Facultad de Ciencias Sociales   | 2008                          |
| Universidad Científica del Sur                  | Ciencias Políticas                      | Facultad de Ciencias Humanas    | 2024                          |

## Politólogos destacados
Entre un gran abanico de titulados, academicistas y escritores de la Ciencia Política peruana podemos destacar a los siguientes personajes:
- Cynthia Sanborn: Profesora en la Universidad del Pacífico, especialista en política comparada y desarrollo internacional, estudió en Harvard. Ha sido directora del Centro de Investigación de la Universidad del Pacífico.[23]
- Martín Tanaka: Profesor en la PUCP, investigador principal del IEP, obtuvo su Ph.D. en Ciencia Política en la Universidad de Texas en Austin. Es experto en partidos políticos y democratización.[24]
- Alberto Vergara: Profesor en la Universidad del Pacífico, estudió en la Universidad de Montreal. Conocido por sus estudios sobre democracia y autoritarismo en América Latina, ha publicado varios libros y artículos.[25]
- Fernando Tuesta Soldevilla: Profesor en la PUCP, obtuvo su doctorado en la Universidad Nacional Mayor de San Marcos. Experto en sistemas electorales y comportamiento electoral, fue jefe de la ONPE.[26]
- Carlos Meléndez: Investigador en el IEP y profesor en la Universidad Diego Portales en Chile, obtuvo su doctorado en la Universidad de Notre Dame. Especializado en partidos políticos y movimientos sociales.[27]
- Paolo Sosa Villagarcia: Investigador en gobernanza y descentralización en el Perú, estudió en la PUCP y en la Universidad de Texas en Austin. Ha publicado varios artículos académicos sobre estos temas.[28]
- Adrián J. Lerner: Académico en política comparada y teoría política, estudió en la PUCP y obtuvo su Ph.D. en la Universidad de Princeton. Ha trabajado en temas de memoria y justicia transicional.[29]
- Julio Cotler[30]: Doctor en Sociología por la Universidad Nacional Mayor de San Marcos, fue uno de los politólogos más influyentes del Perú, con obras importantes sobre la estructura social y política del país.
- Francisco Miró-Quesada Rada: Politólogo, abogado y periodista peruano, estudió en la Universidad Nacional Mayor de San Marcos. Ha sido director del diario El Comercio y es conocido por sus análisis sobre la política peruana y su defensa de la democracia y los derechos humanos.[31]
- Beltrán Gómez Híjar: Politólogo y profesor en la UNFV. Doctor en Derecho, Magíster en Administración y Gerencia Social y Licenciado en Ciencia Política por la Universidad Nacional Federico Villarreal. Es experto en partidos políticos, democracia y conflictos sociales.